# Жуков, Александр Иванович (писатель)
Александр Иванович Жуков (31 января 1947 года, Кобылино — 11 мая 1998 года) — советский и российский писатель, член Союза писателей России.

## Биография
Александр Иванович Жуков родился 31 января 1947 года в деревне Кобылино Сонковского района Калининской области. Отец — Жуков Иван Иванович (род. в 1911), мать — Жукова Татьяна Александровна (род. в 1914). В 1962 году семья Жуковых переехала в город Тула, где купила частный дом на улице Фрунзе.
В 1965 году Александр Жуков поступает в литературный кружок при ДК Железнодорожников и начинает внештатно сотрудничать с тульской областной газетой «Молодой Коммунар». По окончании 11-го класса поступает в Тульский политехнический институт, где через два года оканчивает среднетехнический факультет по специальности «радиоаппаратостроение». После чего Александр устраивается работать на должность руководителя кружка на станцию «Юных техников».
Являясь членом литературного кружка, Александр Жуков пишет в основном стихи, начинает работать с прозой и периодически посылает в Московский детские журналы «Миша» и «Колобок» свои небольшие стихи и рассказы. Его произведения берут в печать. Параллельно Жуков продолжает внештатно сотрудничать с газетой «Молодой Коммунар», где также печатают его стихи и очерки. И в 1972 году Александр Иванович становится лауреатом конкурса поэтов газеты «Молодой Коммунар» и в сборнике «У времени в плену» печатается его поэма «Если верит Россия», посвященная защитникам Тулы в годы Великой Отечественной войны. В этом же 1972 году он поступает во ВГИК на сценарный факультет и успешно его заканчивает.
В 1982 году Александра Ивановича приглашают на работу в «Приокское книжное издательство». Вскоре он становится заместителем главного редактора и секретарем парторганизации. Благодаря инициативе Александра Жукова появилась серия книг «Отчий край», в которой издавались произведения классиков срединной России (более 35 книг). И в 1984 году он вступает в члены Союза писателей.
В 1989 году Жуков переезжает в столицу. В Москве он назначается на должность заместителя главного редактора журнала «Роман-газета». В 1991 году Александр Иванович создает издательство «Русский духовный центр», в рамках которого публикует духовную и святоотеческую литературу.
- Окончил сценарный факультет ВГИКа (1972—1977) по специальности «Кинодраматург и литературный работник».
- Редактор художественной литературы (1982—1983) Приокское книжное издательство, г. Тула.
- Заместитель главного редактора (1983—1987) Приокское книжное издательство, г. Тула.
- Заместитель директора, заместитель главного редактора (1989—1998) журнал «Роман-газета», г. Москва.
- Учредитель, главный редактор (1991—1998) издательство «Русский духовный центр», г. Москва[3].
- Автор рассказов и повестей. Поэт. Журналист[4].